# Phylloxiphia hollandi
Phylloxiphia hollandi är en fjärilsart som beskrevs av Clark 1917. Phylloxiphia hollandi ingår i släktet Phylloxiphia och familjen svärmare. Inga underarter finns listade i Catalogue of Life.